# مورچه‌خواری

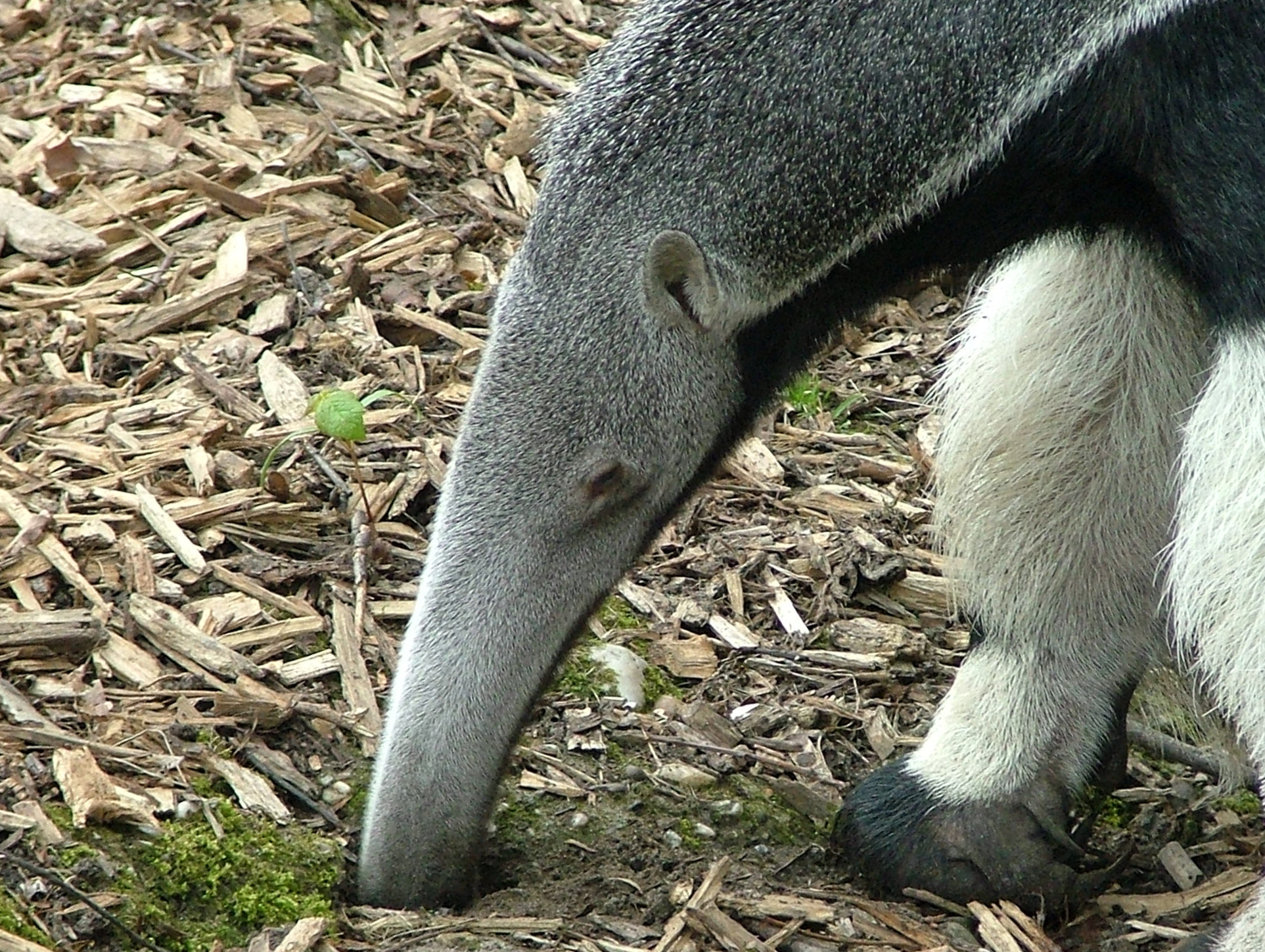
پوزه و نام علمی مورچه‌خوار غول پیکر (Myrmecophaga tridactyla) نشان‌دهنده عادت‌های تغذیه آن است.

مورچه‌خواری (به لاتین: Myrmecophagy) یک رفتار تغذیه‌ای است که با مصرف موریانه‌ها یا مورچه‌ها تعریف می‌شود، به‌ویژه دربارهٔ گونه‌های جانوری که رژیم غذایی آنها عمدتاً یا منحصراً از انواع حشرات تشکیل شده‌است. مورچه‌خواری در لغت به معنای "مورچه‌خوردن" است (از واژهٔ یونان باستان: murmēx به معنی "مورچه" و phagein به معنی "خوردن")، به جای "موریانه‌خواری" (که اصطلاح محدود به termitophagy است). این دو عادت اغلب با هم همپوشانی دارند، زیرا هر دو نوع حشرات اجتماعی، اغلب در لانه‌های بزرگ و پرجمعیت زندگی می‌کنند که نیاز به سازگاری‌های مشابه در گونه‌های جانوری دارند که از آنها بهره‌برداری می‌کنند.

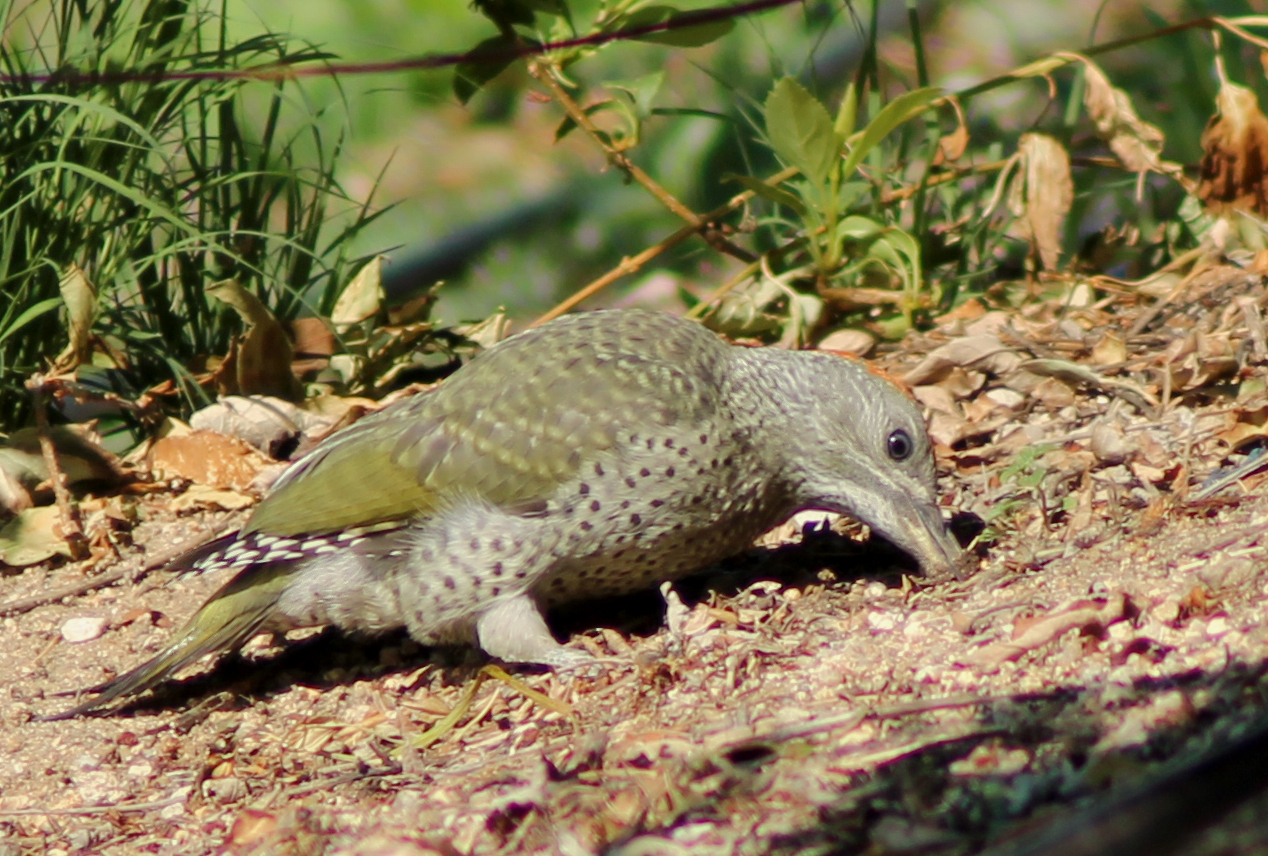
دارکوب سبز ایبری جوان در حال خوردن مورچه‌ها

مورچه‌خواری در چندین گونه از مهره‌داران ساکن خشکی، از جمله خزندگان و دوزیستان (مارمولک‌های شاخ‌دار و کورمارها، وزغ‌های دهان‌باریک (از خانوادهٔ Microhylidae) و قورباغه‌های سمی Dendrobatidae)، تعدادی از گونه‌های پرندگان جهان جدید، (مورچه‌مرغ‌ها)، پستاهای مورچه‌خوار، فلیکرهای سردهٔ دارکوب‌های آمریکایی)، و چندین گروه از پستانداران از جمله مورچه‌خوار، موریانه‌خوار، گرگ خاکی، آرمادیلوها، مورچه‌خورک‌ها، نامبت‌ها، پولک‌پوست، و خرس تنبل یافت می‌شود.